# Korowkino (rejon krasnochołmski)
Korowkino (ros. Коровкино) – wieś (dieriewnia) w Rosji, w obwodzie twerskim, w rejonie krasnochołmskim. W 2010 liczyła 44 mieszkańców.